# Nepogomphoides stuhlmanni
Nepogomphoides stuhlmanni är en trollsländeart som först beskrevs av Karsch 1899.  Nepogomphoides stuhlmanni ingår i släktet Nepogomphoides och familjen flodtrollsländor. IUCN kategoriserar arten globalt som sårbar. Inga underarter finns listade i Catalogue of Life.